# Yerupaja Chico
De Yerupaja Chico is een berg in Peru. De berg heeft een hoogte van 6.089 meter.
De Yerupaja Chico  is onderdeel van de Cordillera Huayhuash, dat weer deel uitmaakt van het Andesgebergte.